# 167th Street (stacja metra na Concourse Line)
167th Street – stacja metra nowojorskiego, na linii B i D. Znajduje się w dzielnicy Bronx, w Nowym Jorku i zlokalizowana jest pomiędzy stacjami 170th Street i 161st Street – Yankee Stadium. Została otwarta 1 lipca 1933.